# Karl Maria Groß

Karl Groß, Ölgemälde von Franz Eybl, 1845 – Wien, Wienbibliothek

Karl Maria Groß (* 1804; † 23. Februar 1868 in Wien) war ein österreichischer Beamter, Maler, Dichter und Musikkritiker, der als Schriftsteller unter dem Pseudonym „Athanasius“ publizierte.

## Leben
Groß trat zunächst als Dichter hervor und war außerdem ein geschätzter Sänger, der über eine angenehme Tenor-Stimme verfügte. Zu seinem Bekanntenkreis gehörten Ludwig van Beethoven, Franz Schubert, der Geiger Karl Holz und der Sänger Ludwig Titze.
Am 3. Februar 1825 brachte Groß im Saal des Musikvereins Franz Schuberts Lied Der Blumen Schmerz D 731 zur Uraufführung.
Ab Januar 1841 veröffentlichte er unter dem Pseudonym „Athanasius“ zahlreiche Musikkritiken, insbesondere in der Allgemeinen Wiener Musik-Zeitung, die sein Freund August Schmidt herausgab. 1843 trat Groß dem neu gegründeten Wiener Männergesang-Verein bei, den er vorübergehend auch leitete.
Nach 1848 wandte er sich der Blumen-Malerei zu und war daneben ein geschätzter Bilder-Restaurateur.
Er wohnte zuletzt in der Josephstadt, Neudeggergasse 23, wo er am 23. Februar 1868 an der „Luftröhrenschwindsucht“ starb. Sein Tod wurde in der Pfarre Maria Treu registriert.
Karl Maria Groß ist nicht zu verwechseln mit dem Wiener Geiger Carl Groß, der ebenfalls mit Beethoven und Schubert bekannt war. 